# Acastos
Segons la mitologia grega, Acastos o Acast (en grec antic: Ἄκαστος) va ser el fill de Pèlias, rei de Iolcos, i d'Anaxíbia (de vegades es diu que de Filòmaca). Va ser un dels homes que van navegar amb Jàson i els argonautes. Hi va anar contra la voluntat del seu pare, que havia ideat el viatge només per desfer-se de Jàson, que representava un perill per al seu tron.
Al seu retorn del viatge amb la nau Argo, les seves germanes foren induïdes per Medea a esquarterar el seu pare Pèlias i bullir les seves restes. Quan Acast ho va saber, va enterrar el seu pare, va exiliar Jàson i Medea (segons Pausànias també les seves germanes), es va convertir en rei i va instituir uns jocs en honor del seu pare.
Acast tenia com hoste al seu palau Peleu, al qual havia purificat d'haver provocat la mort accidental del rei Eurició del Regne de Ftia, durant la cacera del senglar de Calidó. Mentre s'estava a la cort d'Acastos, la dona d'aquest, Hipòlita o Astidamia es va enamorar de Peleu, però l'heroi la va rebutjar. Ressentida, Astidamia va enviar un missatger a Antígona, esposa de Peleu i filla d'Eurició, explicant-li que Peleu anava a casar-se amb la filla d'Acastos, Estèrope, el que va fer que Antígona es pengés.
Considerant que la seva venjança no era suficient, Astidamia va explicar llavors a Acast que Peleu havia intentat violar-la. Tanmateix, Acast no gosava matar un hoste que acabava de purificar, i va convidar-lo a una cacera al Pèlion, on Peleu, en un descans, es va adormir, i Acast li va treure la seva espasa i el va deixar sol i indefens. Acast va ser atacat per uns centaures que gairebé el maten, però Quiró o Hermes li va tornar la seva espasa i va aconseguir escapar. Llavors va saquejar Iolcos, de vegades es diu que ajudat per Jàson i els Dioscurs. Va desmembrar Astidamia, marxant amb el seu exèrcit entre les seves restes. Acast i Astidamia estaven morts, per la qual cosa el regne va anar a parar al fill de Jàson, Tèssal.
Acastos i Astidamia van tenir una altra filla a més d'Estèrope, Laodamia. Apol·lodor els atribueix una altra filla, Estènele, esposa de Meneci i mare de Pàtrocle.
Algunes versions expliquen que durant la guerra de Troia, Peleu, que estava indefens, ja que el seu fill Aquil·les era a la Tròada, va ser atacat per Acastos i expulsat del seu regne.